# Períclit (escultor)
|  | No s'ha de confondre amb Periclit. |

Períclit (en grec antic: Περίκλυτος, Periclytus) fou un escultor de l'antiga Grècia del segle v aC. Pertanyia a l'escola de més renom a la seva època, que va ser el moment de màxima esplendor de l'escultura grega.
Es coneixen poques coses de la seva vida, atès que només és esmentat per Pausànias, que diu que fou deixeble de Policlit d'Argos i mestre d'Antífanes (que després fou mestre de Cleó de Sició). S'estima que florí entorn del 420 aC, car el seu mestre va florir vint anys abans i el seu deixeble vint anys després.